# چونگ‌کینگ ۳۰۱۱
سیارک ۳۰۱۱ (به انگلیسی: 3011 Chongqing، نامگذاری:1978WM14) سه هزار و یازدهمین سیارک کشف شده‌است که در ۲۶ نوامبر ۱۹۷۸ کشف شد.
قدر مطلق سیارک برابر ۱۱٫۹۰ است.